# Madame Curie (miniserie televisiva)
Madame Curie è una miniserie televisiva di genere biografico diretta da Guglielmo Morandi, prodotta dalla Rai nel 1966 in tre puntate, tratta dal libro biografico Vita di Madame Curie di Ève Curie, che aveva ispirato anche il film omonimo del 1943 diretto da Mervyn LeRoy.

## Trama
Lo sceneggiato si svolge nel periodo tra il 1891 e il 1906. Maria Sklodowska giunge a Parigi dalla natia Polonia per frequentare la Sorbona una volta resasi conto che nel suo paese non ha alcuna possibilità di proseguire gli studi. Dapprima accolta in casa dalla sorella Bronia e da suo marito Casimiro, una volta che quest'ultima si accorge di aspettare un bambino Maria deve trovare un altro alloggio. Conosciuto Pietro Curie, un insegnante universitario, dopo alcune titubanze decide di sposarlo. Nonostante l'ostilità dei colleghi, che negano per i loro esperimenti le aule scolastiche concedendo loro un magazzino ridotto in condizioni piuttosto malsane, utilizzato in precedenza dagli studenti per sezionare i cadaveri, la coppia - che nel frattempo ha avuto una figlia, Irene - deciderà di dedicarsi con abnegazione assoluta allo studio delle radiazioni, giungendo a risultati di assoluto livello tali da far ottenere a entrambi il Premio Nobel. Dopo la morte di Pietro Curie, Marie sarà la prima donna insegnante alla Sorbona. Lo sceneggiato termina con la scienziata intenta a insegnare ai suoi allievi tracciando segni matematici sulla lavagna.

## Produzione
La consulenza scientifica dello sceneggiato fu curata da Giovanni Brescia. Ciascuna delle tre puntate ha una introduzione e una postfazione con la spiegazione della vera storia dei due scienziati, con fotografie, filmati d'epoca e testimonianze: tra gli altri, dei due nipoti di Marie Curie e del pronipote di Pierre Curie, all'epoca della messa in onda ancora viventi.
Nel cast vi sono diversi attori di provenienza teatrale; è da notare la presenza di un giovane Vittorio Mezzogiorno in uno dei suoi primi ruoli, e Roberta Bellini - che è Irene Curie da piccola - futura regista televisiva sulle reti Mediaset.

## Colonna sonora
Nello sceneggiato non c'è una colonna sonora originale, ma alcuni brani classici, tra cui spicca il terzo movimento dei Nocturnes di Claude Debussy per orchestra e coro, denominato Sirènes, nell'interpretazione di Carlo Maria Giulini, che accompagna i titoli di testa e di coda.

## Home Video
Lo sceneggiato è stato pubblicato per la prima volta in DVD nel gennaio 2014 da Rai Trade nella collana I migliori anni della nostra TV.